# Tribu.com
Tribu.com est une série télévisée québécoise en 44 épisodes de 45 minutes scénarisée par Michelle Allen et diffusée entre le 29 janvier 2001 et le 13 novembre 2003 sur le réseau TVA.

## Synopsis
Cette série raconte la vie d'un groupe de trentenaires évoluant dans le monde de la publicité. Les intrigues des épisodes sont principalement basées sur l'ambition professionnelle et les relations amoureuses des protagonistes.

## Réalisateurs
- Phil Comeau
- François Bouvier

## Distribution

### Acteurs principaux
- Caroline Néron : Stella
- Serge Dupire : Fabrice Gray
- Marie-France Marcotte : Dorothée Leduc
- Richard Robitaille : Thierry O'Connor
- Maxim Roy : Josée Larose
- Anick Lemay : Brigitte David
- Louis-Philippe Dandenault : Normand Tremblay
- Tristan Dubois : Xavier

### Acteurs secondaires et figurants
- Catherine Bonneau : Tanya
- Stéphane Demers : Roc Vandal
- Catherine De Sève : Infirmière
- Anne Létourneau : Myriam Sirois
- Isabelle Blais : Melissa
- Norman Helms : Sylvain Lussier
- Magali Ferland : Osaka Lussier
- Thomas Gallon : Matisse Trudel
- Alex Gallon : Matisse Trudel
- Julie Deslauriers : Hélène
- Andreas Apergis : Kosta
- Serge Christianssens : Alain Mitchell
- Carole Chatel : Françoise
- André Nadeau : Gabriel Savard
- Bobby Beshro : Niko
- Patrick Baby : Alexis Campeau
- Olivier Gervais Courchesne : Majorique Boissonneault
- Daniel Desjardins : Simon Kourinowsky
- Patrice Dubois : Thomas Dubé
- Flora Lé : Yori Mishima
- François Trottier : François Thériault
- Luc-Martial Dagenais : Lebel
- Manon Lussier : Mme Rivard
- Houston Wong : M. Tchang
- Frank Chiesurin : Mario
- Marie-Josée Godin : Sarah
- François Longpré : Trottier
- Clément Schreiber : Fred
- Paul Stewart : Henri Hector Leblanc
- Hélène Bourgeois Leclerc : Valérie
- Élia Martineau : Lili
- Kim Yaroshevskaya : danseuse flamingo
- Venelina Ghiaourov : Juliette Stradikowskaya
- Gaston Caron : Voisin de Dorothée
- Isabelle Lemme : Vendeuse
- Luc D'Arcy : Hôtesse gars
- Joël Legendre : Coiffeur
- Sylvain Scott : Client
- Jean Antoine Charest : Client
- Jean-Claude Bordès : Serveur
- Gaston Dussault : Chauffeur de taxi
- Mario Lejeune : Messager
- Daniel Monastess : Laitier
- Clémence Simard : Secrétaire de Myriam
- Catherine Darlington : Serveuse
- Valeri Koudriavtsev : Serveur
- Steve Berthelotte : Serveur
- Conrad Deschênes : Maître D'hôtel
- Yahsmin Daviault : Caissière
- Karine Lavergne : Femme du couple
- Alexandre St-Martin : Homme du couple
- Zacharie Richer : Matisse Trudel (2e saison)
- Lyne Lafontaine : Hannah
- Jacques Thisdale : Paul
- Anne-Marie Égré : Sabine
- Dorothée Berryman : Yolande
- Christophe Truffert : Albert Giguère
- Karyne Lemieux : Sosie de Sam
- Sylvain Dubois : Ralf Gagné
- Sylvia Gariépy : Eva
- Manuel Aranguiz : Médecin
- Kim Feeney : Vendeuse
- Lawrence Arcouette : Axel
- Marianne Farley : Melanie (2001)
- Michel Francoeur
- Frédéric Gilles : Olivier
- Louis-José Houde : Jeff Pelletier
- Johanne McKay : Roxanne
- Pascal Petardi : Roberto
- Sebastien Roberts : Bobby
- Guy Trahan: client au bar

## Fiche technique
- Conception : Michelle Allen
- Idée originale : Vincent Gabriele
- Réalisation : Phil Comeau et François Bouvier
- Producteur : Vincent Gabriele
- Production: Sovimage

## Épisodes
- La première saison comprend 10 épisodes diffusés à l'hiver 2001.
- La deuxième saison comprend 17 épisodes diffusés durant la saison 2001-2002.
- La troisième saison comprend 9 épisodes diffusés durant la saison 2002-2003.
- La quatrième saison comprend 9 épisodes diffusés à l'automne 2003.

## Distinctions
Nominations Prix Gémeaux
- 2001
  - Meilleure interprétation, premier rôle féminin pour une série ou émission dramatique : Marie-France Marcotte (épisode 9)
  - Meilleure musique originale pour une émission ou une série dramatiques ou documentaires : Luc St-Pierre (épisode 7)
- 2002
  - Meilleure interprétation, second rôle féminin pour une série ou émission dramatique : Kim Yaroshevskaya
  - Meilleure musique originale pour une émission ou une série dramatique : Luc St-Pierre
- 2003
  - Meilleur thème musical original, toutes catégories : Luc St-Pierre
- 2004
  - Meilleure réalisation, série dramatique : François Bouvier
  - Meilleur texte, série dramatique : José Fréchette